# Kinderwetje van Van Houten

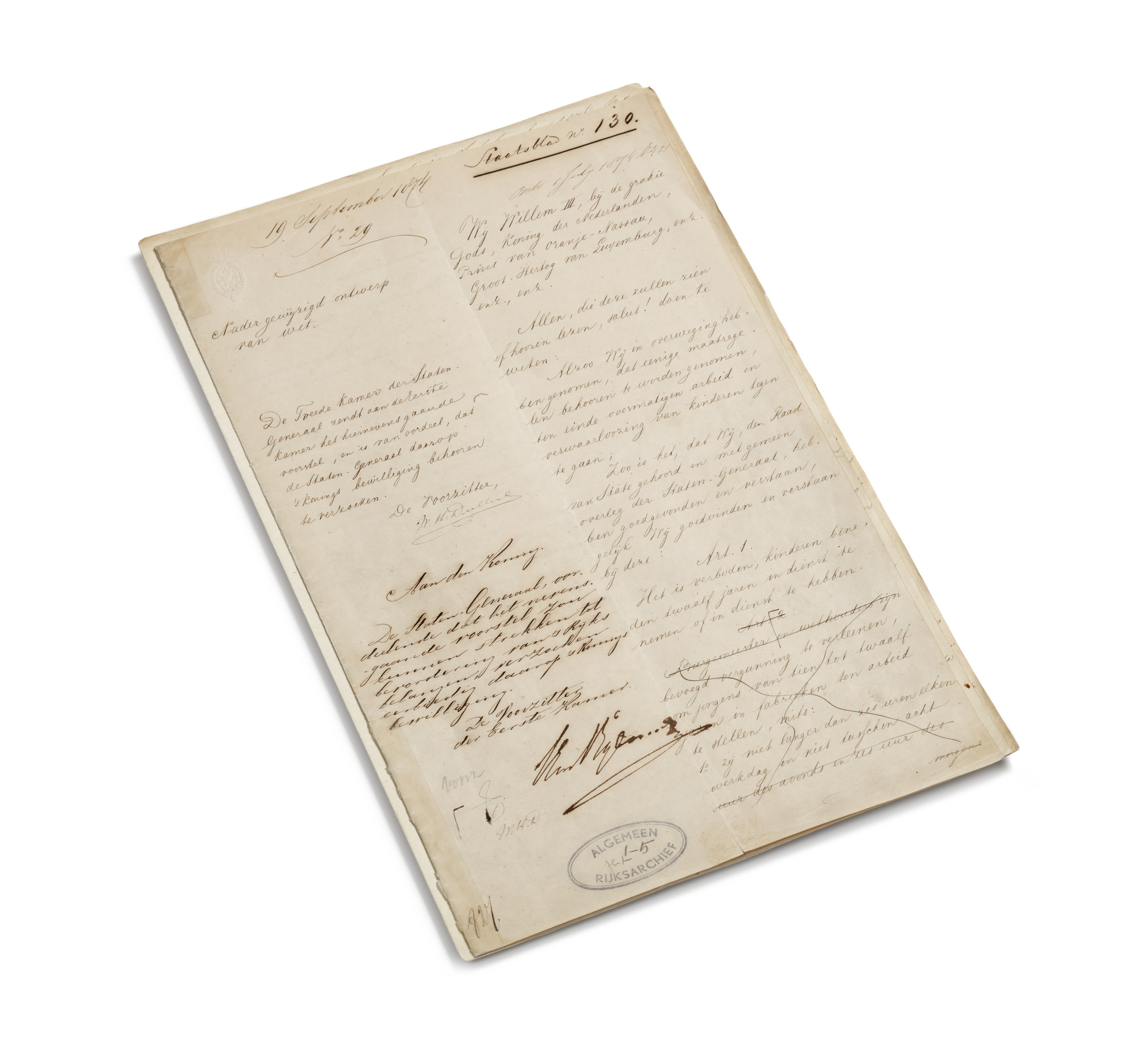
Archiefstuk van de wet

Het Kinderwetje van Van Houten, officieel Wet Houdende Maatregelen tot het Tegengaan van Overmatigen Arbeid en Verwaarlozing van Kinderen, was een Nederlandse wet uit 1874, die kinderarbeid door kinderen jonger dan twaalf jaar in fabrieken en trafieken (werkplaatsen) verbood.

## Voorgeschiedenis: kinderarbeid in Nederland

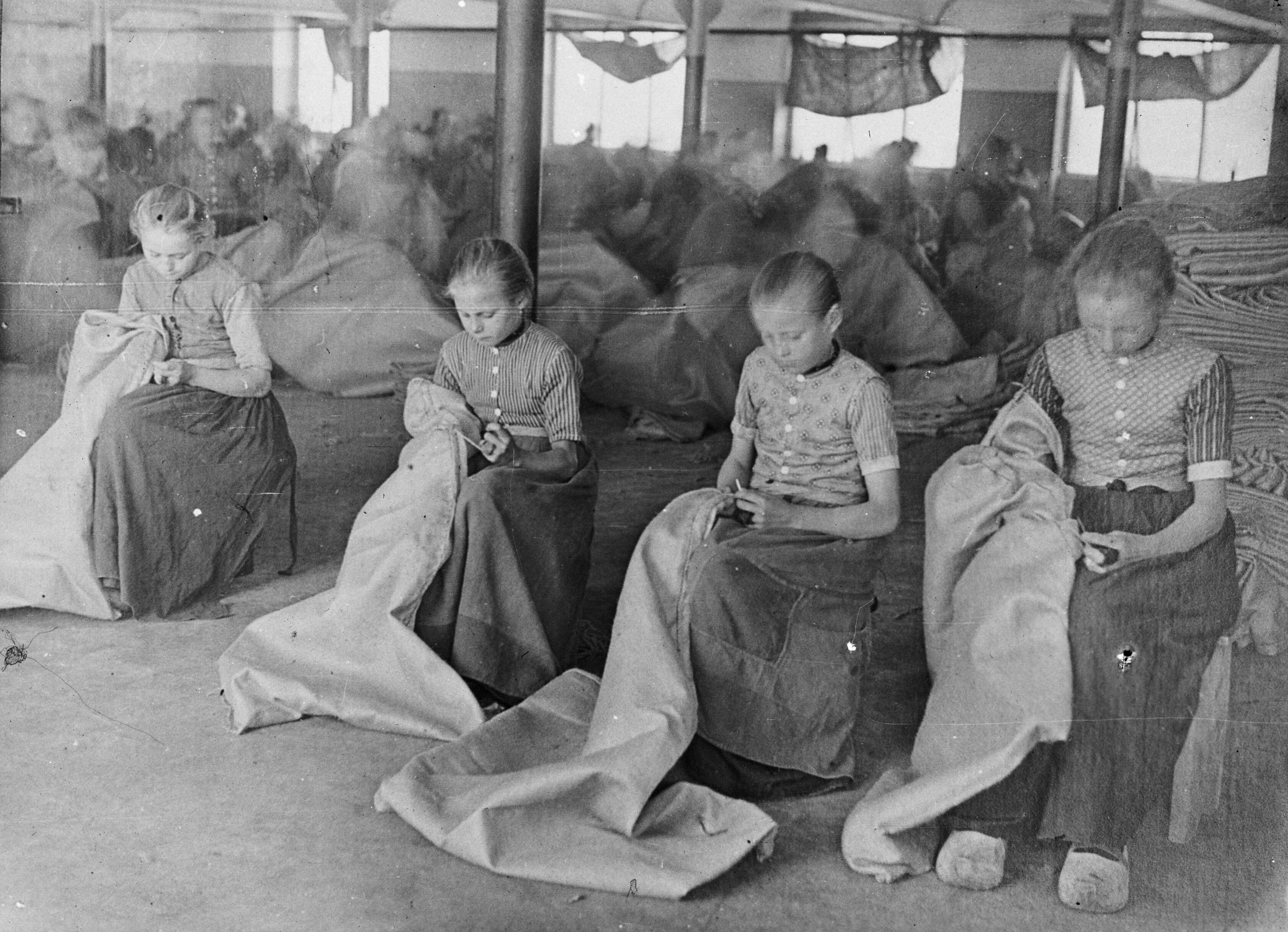
Jonge meisjes aan het werk in een zakkenfabriek (1890 of later, locatie onbekend)

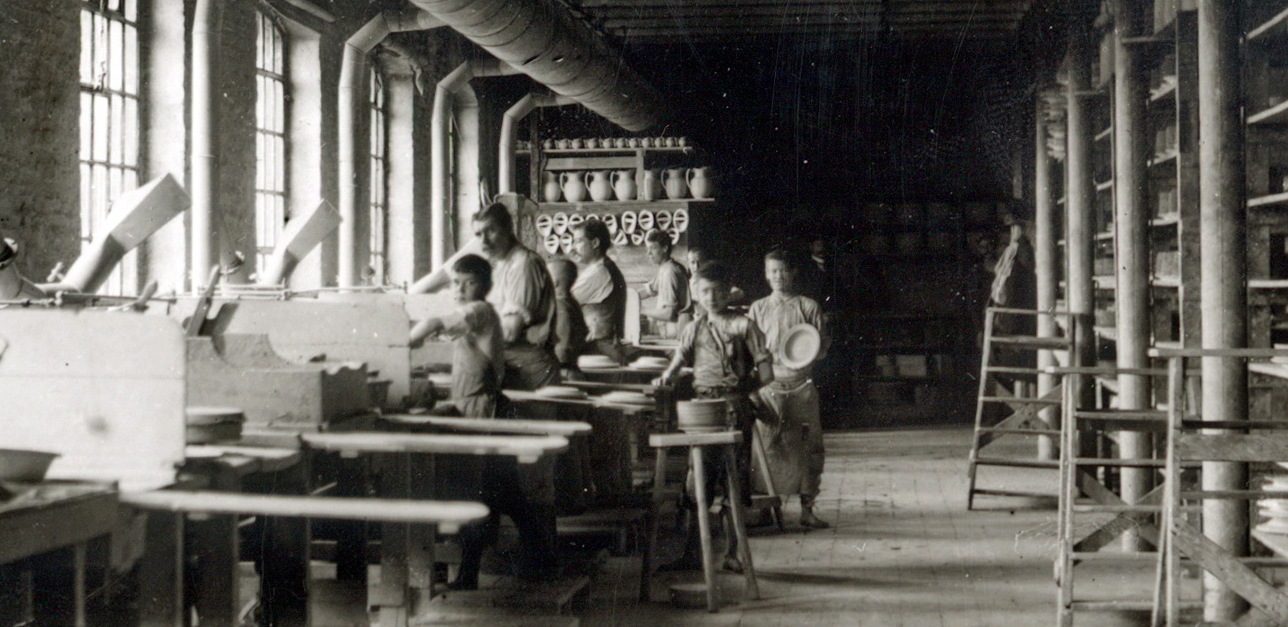
Mannen en jongens aan het werk in de aardewerkfabriek De Sphinx in Maastricht, 1910. De jongens zijn waarschijnlijk 12 jaar of ouder

Tot aan de invoering van de wet was kinderarbeid in Nederland (en elders) heel gebruikelijk. Armoede maakte dat velen geen bezwaar maakten tegen kinderarbeid, met name ook de ouders. Anderzijds werden vanaf de Franse Tijd pogingen ondernomen om in bepaalde gevallen de arbeid van jonge kinderen terug te dringen. Op 3 januari 1813 vaardigde Napoleon Bonaparte een keizerlijk decreet uit waarvan artikel 29 aan de Mijnwet van 1810 toevoegde: "Het is verboden om kinderen onder de tien jaar in mijnen en steengroeven te laden afdalen of te laten werken."

### Jacob Jan Cremer
In de negentiende eeuw onderkenden meer en meer burgers de uitwassen op het gebied van kinderarbeid. Zo ageerde de schrijver Jacob Jan Cremer, die in 1863 een textielfabriek in Leiden had bezocht, fel tegen kinderarbeid. Hij beschreef de door hem gesignaleerde, schrijnende werkomstandigheden in een novelle Fabriekskinderen. Een bede, doch niet om geld. Hij sloot die af met een oproep aan koning Willem III om in te grijpen. De tekst, die Cremer voorlas tijdens voordrachten in het gehele land, maakte grote indruk op zijn toehoorders. De politiek reageerde echter veel te traag naar zijn zin. In 1870 publiceerde hij in Het Vaderland   'Een woord aan zijne landgenooten', waarin hij zijn lezers opriep de regering met petities te bestoken. Toen uit de respons bleek hoeveel steun hij had, publiceerde hij in dezelfde krant een 'Openbare Brief aan Zijne Excellentie den Minister van Binnenlandsche Zaken'.
Ook elders in Nederland was kinderarbeid wijd verbreid, met name in de nieuw opgekomen textielindustrie. Bij een telling in 1841 bleek ruim 27,5% van het personeel in de Friese textielindustrie uit kinderen jonger dan vijftien jaar te bestaan. In een katoenspinnerij in Enschede was in hetzelfde jaar een derde jonger dan vijftien jaar en bij een textielbedrijf in Lonneker bedroeg dat percentage 46%. In Maastricht, waar vanaf de jaren 1830, parallel aan de ontwikkelingen in de Waalse industriebekkens, de industrialisatie op gang was gekomen, was kinderarbeid eveneens 'normaal', hoewel minder wijdverbreid dan in de textielindustrie.

### Maastricht
Het percentage kinderen in Maastrichtse fabrieken bedroeg in 1841 iets meer dan 20%. Bij de grootste werkgever, de glas-, aardewerk- en meniefabrieken van Petrus Regout & Co, werkten 64 kinderen beneden de vijftien jaar, waarvan vier jonger dan negen jaar, op een totaal van 340 werknemers. De meeste kinderen werkten in de glasblazerij. De Limburgse gouverneur jhr. J.E.P.E. Gericke van Herwijnen pleitte in hetzelfde jaar 1841 voor wetgeving die het toelaten  van kinderen beneden de negen jaar in fabrieken of werkplaatsen zou verbieden. Kinderen van negen tot twaalf jaar zouden volgens Gericke geen 'zware arbeid' mogen doen en kinderen van twaalf tot achttien jaar zouden niet langer dan twaalf uur per dag moeten werken. Gericke's 'humane' aanbevelingen leidden niet tot aanpassing van de wet. In 1870 had de firma Regout op een totaal van ruim 2000 werknemers 103 kinderen beneden twaalf jaar in dienst (5,1%), waarvan vier jonger dan negen jaar. In januari 1870 verbood de eigenaar van de fabriek, Petrus Regout, het aannemen van kinderen die nog niet hun Eerste Communie hadden gedaan. Dat betekende een verbod op het tewerkstellen van kinderen onder de twaalf jaar, aangezien men toen vanaf twaalf jaar aan dit Rooms-Katholieke ritueel mocht gaan deelnemen. Niemand van de plaatselijke grote werkgevers wilde Regout hierin vrijwillig volgen (zelfregulering) - zij wilden alleen een leeftijdsgrens stellen indien het een gebod van de overheid was. Daarom draaide men de maatregel van Regout na zes maanden terug omdat het zijn onderneming in een nadelige concurrentiepositie bracht. Vier jaar later, aan de vooravond van de invoering van de Kinderwet, was het percentage kinderen bij Regout echter toch gezakt tot 2,7% en waren er geen kinderen jonger dan tien jaar meer aan het werk.
Bekend met de toestanden in de fabrieken ontpopte dr. Jan Hendrik Wijnen, kapelaan van de Sint-Matthiaskerk te Maastricht zich als steunpilaar voor het initiatief van de liberaal Sam van \Houten, die met de steun der katholieken een parlementaire meerderheid behaalde.

## De wet

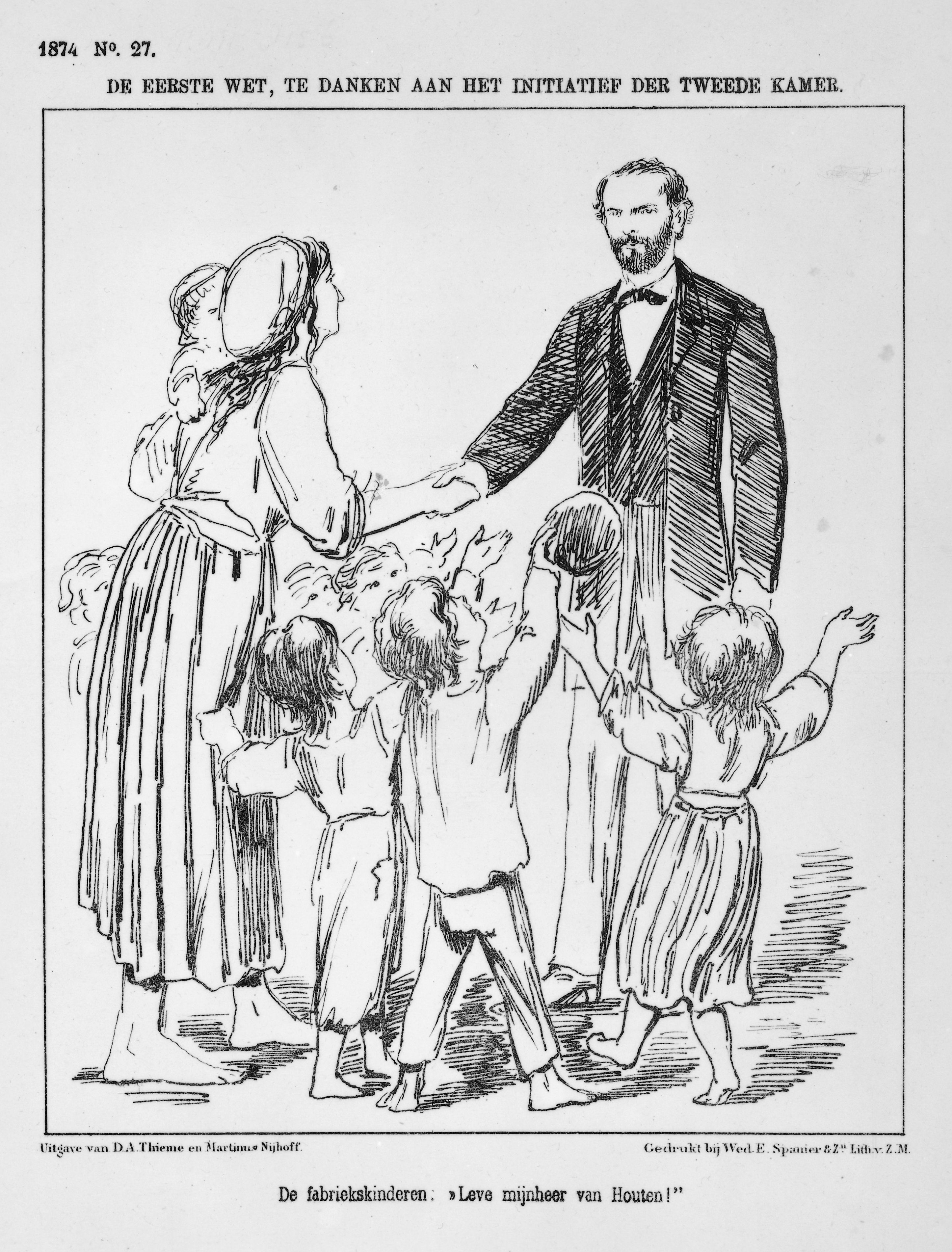
De fabriekskinderen: "Leve mijnheer van Houten" (Elias Spanier, 1874)

Het was de jonge liberaal Samuel van Houten, die bij de begrotingsbehandeling van Binnenlandse Zaken, op 23 november 1871, Thorbecke interpelleerde over het uitblijven van een verbod van kinderarbeid. De minister zag allerllei beren op de weg en zei ten slotte, dat Van Houten dan maar zelf een wet moest schrijven. Deze kwam in februari 1873 inderdaad in de Tweede Kamer met een initiatiefwetsvoorstel. De Wet houdende maatregelen tot het tegengaan van overmatigen arbeid en verwaarlozing van kinderen, later bekend als het Kinderwetje van Van Houten. Deze regeling geldt als de eerste wet die in Nederland ten tijde van de 'Sociale kwestie' een einde moest maken aan ongelimiteerde kinderarbeid. De wet verbood kinderen tot twaalf jaar in fabrieken en trafieken (werkplaatsen) te werken, en alleen kinderen van dertien jaar en ouder mochten nachtarbeid verrichten. Van Houten stelde een algemeen verbod op arbeid door te jonge kinderen voor, met daaraan gekoppeld een bevoegdheid voor gemeentes om leerplicht in te stellen. Maar zijn initiatiefwet werd in de Tweede Kamer grotendeels uitgekleed. Het verbod gold uiteindelijk alleen voor arbeid in fabrieken en werkplaatsen en was "niet toepasselijk op huiselijke en persoonlijke diensten en op veldarbeid". Door latere rechterlijke uitspraken kwamen er ook uitzonderingen voor ouders die kinderen meenamen naar de fabriek of die kinderen lieten werken in hun eigen bedrijf.
Ook de leerplichtmogelijkheid werd door de Kamer uit het ontwerp geschrapt. Het gevolg was dat op het platteland nog tot de invoering van de Leerplichtwet (1901) tal van jonge kinderen lichamelijk zware arbeid verrichtten en zowel in de stad als elders te werk werden gesteld als huispersoneel.
Het Kinderwetje van Van Houten formuleerde de omstandigheden waaronder twaalf- en dertienjarigen mochten werken, maar regelde niets aangaande de hoogte van de lonen, noch van de kinderen, noch van de ouders. Dit was een omissie, omdat de lage lonen er vaak de oorzaak van waren, dat ouders hun kinderen betaalde arbeid lieten verrichten. Doordat de uitvoering van de wet nauwelijks gecontroleerd werd, ging in de praktijk het inzetten van jonge kinderen in fabrieken op verschillende plaatsen gewoon door. De kinderwetten van 1901 maakten wel een eind aan onwettige kinderarbeid, door de invoering van de leerplicht. Deze verplichtte kinderen van zes tot twaalf jaar zes dagen per week onderwijs te volgen, iets dat scherp werd gecontroleerd door inspecteurs voor het onderwijs. In 1928 werd de duur van de leerplicht opgetrokken tot zeven jaren (dertienjarige leeftijd), in 1942 tot acht jaar (veertienjarige leeftijd). De leerplicht verhinderde echter niet dat kinderen na school alsnog (onbetaald) te werk werden gesteld. De Arbeidswet van 1919 stelde daar in zoverre paal en perk aan, dat het jongeren onder de vijftien jaar verboden werd in fabrieken te werken, tenzij in de vakanties, en al helemaal niet in nachtdienst.

## Varia

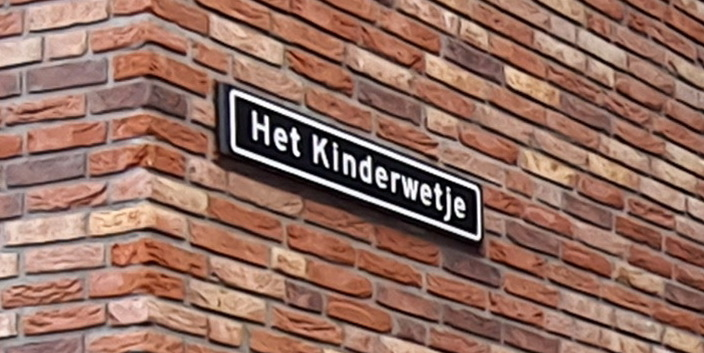
Straatnaam in Maastricht

In het Maastrichtse Sphinxkwartier is sinds 2008 een straat genoemd naar deze wet: Het Kinderwetje. De straat is onderdeel van een nieuwbouwwijk op het voormalige industrieterrein van Koninklijke Sphinx, waar in de negentiende eeuw honderden kinderen in de glas- en aardewerkindustrie werkten.